# Anna Sabine
Anna Sabine est une personnalité politique britannique, membre du Parti conservateur. Elle est députée de Frome et de l'Est du Somerset (en) depuis 2024.
Elle commence sa carrière dans le secteur associatif avant de devenir PDG d’une entreprise de consultation communautaire. En 2020, elle ouvre un café de coworking à Bath et poursuit une activité de consultante en communication et coach exécutive.
En 2024, Anna Sabine est élue députée de Frome et de l'Est du Somerset avec 16 580 voix.

## Biographie

### Origines et éducation
Anna Sabine grandit dans le Hampshire avec sa mère et son frère cadet. Après avoir fréquenté le lycée local, elle obtient une place à l’université d’Oxford pour étudier la politique.

### Carrière professionnelle
Après avoir obtenu son diplôme, Anna Sabine travaille dans le secteur associatif puis part en France pendant deux ans avec son fils.
En 2007, elle revient au Royaume-Uni et s’installe à Rode, près de Frome. Là, elle commence à travailler pour une entreprise spécialisée dans la consultation communautaire. Elle devient progressivement PDG et propriétaire de l'entreprise. 
En 2020, elle choisit de changer de direction professionnelle et ouvre un café de coworking à Bath. Elle y travaille à temps partiel tout en continuant à exercer comme consultante en communication indépendante et coach exécutive.

### Carrière politique
En 2024, Anna Sabine est élue députée de Frome et de l'Est du Somerset avec 16 580 voix, succédant à Lucy Trimnell. Ses priorités sont d'améliorer les services du NHS, de gérer la sécurité routière et de soutenir les propriétaires d'entreprises locales,.

### Vie privée
Anna Sabine a deux enfants,.